# Вашкъу
Вашкъу (на румънски: Vaşcău; на унгарски: Vaskóh) е малък град в Румъния, жудец (окръг) Бихор. На 6 км северно от Вашкъу е съседният град Щей. На 15 км в същата посока е град Беюш. На 66 км на северозапад от Вашкъу се намира окръжният център Орадя. Градът има начална жп гара по линията Вашкъу-Щей-Беюш-Орадя. Население 2315 жители (по данни от преброяването от 2011 г.).